# Moppelkotze
Moppelkotze ist ein im norddeutschen Raum verbreiteter, einfacher Eintopf mit nicht genau bestimmter Rezeptur. Nach einigen Rezepten wird sie – ähnlich wie Labskaus – aus Kartoffeln, Gewürzgurken und Corned Beef oder aus geschmortem Weißkohl und Hackfleisch zubereitet. In Berlin wird unter Moppelkotze häufig ein Eintopf aus Grünen Bohnen und Rindfleisch in Dosen verstanden, Zutaten, die im West-Berlin der Mauerzeit durch die „Wälzung“ der Senatsreserve preiswert zur Verfügung standen; umgangssprachlich kann das Wort dort auch Fleischsalat bedeuten.
Die Herkunft des Namens ist ungeklärt. Möglicherweise geht Moppel auf das niederdeutsche mopen, „den Mund aufsperren, verziehen“ zurück, Kotze auf mittelhochdeutsch koppen, „aufstoßen, rülpsen“.
Der Name wird umgangssprachlich auch für Ekelerregendes oder Unerwünschtes verwendet. Einen Beitrag dazu leistet das NDR-Satiremagazin extra 3: In einer unregelmäßig wiederkehrenden Rubrik, der Sendung mit dem Klaus (einer Parodie auf Die Sendung mit der Maus), wird der Ausdruck „Moppelkotze“ synonym mit „unsinnig“ oder „doof“ verwendet.